# Köpingebro
Köpingebro är en tätort i Ystads kommun i Skåne län. Den är näst störst inom kommunen.

## Historia
1894 anlades Köpingebro sockerbruk, ett råsockerbruk på orten, något som gjorde att samhället blev en viktig ort för den svenska sockerindustrin. Sockerbruket stängdes vid utgången av 2006 innan betkampanjen började, kvar blev endast en mindre del av produktionen som tillverkar fibrex.
Köpingebros första stationsbyggnad byggdes 1865 på Ystad-Eslövs järnväg (YEJ). Den fick dock rivas och ersättas av nuvarande byggnad 1896 efter tillkomsten av Ystad-Gärsnäs Järnväg (YGJ) och Köpingebro därigenom blev en mindre järnvägsknut (den sistnämnda banan hade sträckan Ystad-Köpingebro gemensam med YEJ). Peter Boisen ritade stationshuset. Från början fanns det väntsalar för de tre klasserna på nedervåningen och på övervåningen bodde stinsen. Huset är byggt i två våningar av rött tegel med band av sandsten runt stationen.

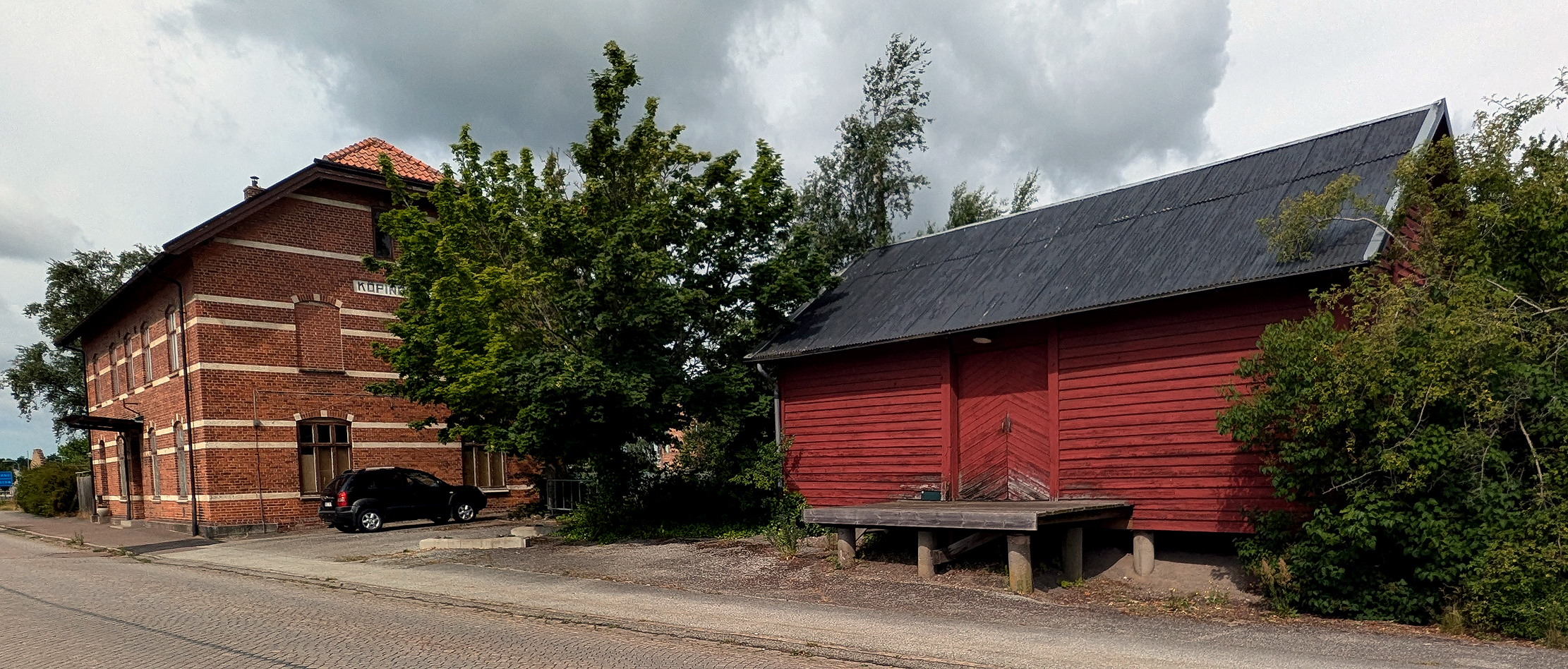
Köpingebros gamla station och godsmagasin 4 juli 2025.

### Befolkningsutveckling
| Befolkningsutvecklingen i Köpingebro 1960–2020 | Befolkningsutvecklingen i Köpingebro 1960–2020 | Befolkningsutvecklingen i Köpingebro 1960–2020 | Befolkningsutvecklingen i Köpingebro 1960–2020 | Befolkningsutvecklingen i Köpingebro 1960–2020 |
| ---------------------------------------------- | ---------------------------------------------- | ---------------------------------------------- | ---------------------------------------------- | ---------------------------------------------- |
|                                                |                                                |                                                |                                                |                                                |
| År                                             |                                                |                                                | Folkmängd                                      | Areal (ha)                                     |
| 1960                                           | 1960                                           |                                                | 659                                            |                                                |
| 1965                                           | 1965                                           |                                                | 755                                            |                                                |
| 1970                                           | 1970                                           |                                                | 724                                            |                                                |
| 1975                                           | 1975                                           |                                                | 759                                            |                                                |
| 1980                                           | 1980                                           |                                                | 909                                            |                                                |
| 1990                                           | 1990                                           |                                                | 1 038                                          | 88                                             |
| 1995                                           | 1995                                           |                                                | 1 109                                          | 90                                             |
| 2000                                           | 2000                                           |                                                | 1 090                                          | 91                                             |
| 2005                                           | 2005                                           |                                                | 1 060                                          | 96                                             |
| 2010                                           | 2010                                           |                                                | 1 134                                          | 98                                             |
| 2015                                           | 2015                                           |                                                | 1 254                                          | 124                                            |
| 2020                                           | 2020                                           |                                                | 1 265                                          | 115                                            |
|                                                |                                                |                                                |                                                |                                                |

## Kommunikationer
Köpingebro har en järnvägsstation som trafikeras av Pågatågen som mellan Malmö/Ystad och Tomelilla/Simrishamn.